# Krizoin
A krizoin (E103) egy adalékanyag, melyet egy növényből, a báránypirosítóból (Alkanna tinctoria) állítanak elő. Az anyag használatát Európában 1984-ben, az USA-ban 1988-ban betiltották.[forrás?]